# Modou Lô
Ne doit pas être confondu avec Maodo Lô.
Modou Lô, plus connu sous Modou Xaragne Lô  est né le 28 décembre 1985 aux Parcelles assainies à Dakar. Il est un champion de lutte sénégalaise, chef de file de l'écurie Rock Énergie, et est actuellement le roi des arènes de la lutte sénégalaise avec frappe.

## Biographie
La famille de Modou Lô est originaire de Taïba Ndiaye village wolof à côté de Tivaouane. Enfant timide et bagarreur il quitte l'école en classe de CM2, pour se consacrer pendant un moment à l'école coranique.
Dans le même temps, il apprend différents métiers, ceux de maçon et de soudeur. Il travaille aussi souvent en tant que charretier.
C'est à cette même période que de mbapatt en combats choc, Modou Lo ou Doudou Lô de son vrai nom,commence à se forger une réputation dans le domaine de la lutte.
Modou Lô est considéré par beaucoup comme un des lutteurs les  plus populaires du Sénégal.
En juin 2018, Modou Lô occupe la première place au classement PERL des lutteurs en activité.
Il devient le 7e roi des arènes du Sénégal en juillet 2019 après son succès contre Eumeu Sene.
Le 5 novembre 2023, Modou Lo bat Ama Baldé en 52 secondes et confirme son titre de roi des arènes. Ce combat était tant attendu par les férus de la lutte sénégalaise après plusieurs reports. 
Modou Lô lutter contre Boy Niang 2 le 1 janvier 2024 pour le titre du roi des arènes. Il remporte le match dès le premier round. C’est la 23eme victoire de Modou Lô.

## Carrière
Durant sa carrière, Modou Lô, luttant pour l'écurie Rock Énergie, dispute 26 combats et en remporte 22 victoires, fait une fois match nul et concède 3 défaites : deux fois contre Balla Gaye 2 , et la dernière le 25 juillet 2015 contre Bombardier pour le titre de Roi des arènes.
Par ailleurs, il est champion CLAF (Championnat de lutte avec frappe) 2007-2008.
Le 28 juillet 2019 il devient Roi des arènes lors de son combat contre Eumeu Sene. 
Le 13 mars 2022, il affrontera Ama Baldé pour tenter de conserver son titre de Roi des arènes.
| Année     | Jour        | Adversaire        | Écurie adverse             | Résultat      |
| --------- | ----------- | ----------------- | -------------------------- | ------------- |
| 2006      | 4 février   | Pape Sene 2       |                            | Victoire      |
| 2006      | 11 février  | Alioune Seye 2    | Walo                       | Victoire      |
| 2006      | 2 avril     | Pape Bouba Diop   |                            | Victoire      |
| 2006      | 14 mai      | Serigne Diouf     |                            | Victoire      |
| 2006      | 15 juillet  | Khadim Diallo     | Bathie Seras               | Victoire      |
| 2007      | 5 décembre  | Laye Beye         | Bosco Sow                  | Victoire      |
| 2007      | 22 avril    | Double Less 2     | Walo                       | Victoire      |
| 2007      | 12 mai      | Cheikh Niang      | Mbour                      | Victoire      |
| 2008      | 8 janvier   | Tapha Boy Bambara | École de lutte Boy Bambara | Victoire      |
| 2008      | 25 mai      | Papa Sow          | Fass                       | Victoire      |
| 2008      | 6 juin      | Paul Maurice      | École de lutte Manga 2     | Victoire      |
| 2008      | 27 juillet  | Boy Kaïre         | Soumbédioune               | Victoire      |
| 2009      | 8 février   | Balla Diouf       | Fass                       | Victoire      |
| 2009      | 25 avril    | Issa Pouye        | Thiaroye                   | Victoire      |
| 2010      | 21 mars     | Balla Gaye 2      | École de lutte Balla Gaye  | Défaite       |
| 2010      | 9 août      | Baye Mandione     | Thiaroye / Guem sa bopp    | Victoire      |
| 2011      | 4 avril     | Lac de Guiers 2   | Walo                       | Match nul     |
| 2012      | 15 juillet  | Gris Bordeaux     | Fass                       | Victoire      |
| 2012-2013 |             | Année blanche     | Année blanche              | Année blanche |
| 2014      | 31 janvier  | Eumeu Sene        | Tay Shinger                | Victoire      |
| 2015      | 25 juillet, | Bombardier        | Mbour                      | Défaite       |
| 2016      | 31 juillet  | Gris Bordeaux     | Fass                       | Victoire      |
| 2018      | 28 juillet  | Lac de Guiers 2   | Walo                       | Victoire      |
| 2019      | 13 janvier  | Balla Gaye 2      | École de lutte Balla Gaye  | Défaite       |
| 2019      | 28 juillet  | Eumeu Sene        | Tay Shinger                | Victoire      |
| 2023      | 5 novembre  | Ama Baldé         | falaye baldé               | victoire      |
| 2024      | 01 janvier  | Boy Niang 2       | Boy niang                  | victoire      |
| 2024      | 24 novembre | Siteu             | Lansar                     | victoire      |